# Parafia św. Marcina w Podwilku
Parafia św. Marcina w Podwilku – rzymskokatolicka parafia terytorialnie i administracyjnie należąca do dekanatu Jabłonka archidiecezji krakowskiej.
Miejscowość leży w historycznym regionie Orawy, które od średniowiecza podlegało Królestwu Węgier i tamtejszej strukturze kościelnej. Parafia została erygowana w 1687 na terenie archidiecezji ostrzyhomskiej, a od 1776 wydzielonej z niej diecezji spiskiej.  Po I wojnie światowej, po rozpadzie Austro-Węgier, 5 listopada 1918 r., ta część Orawy przyłączyła się do Polski, wraz z 9 parafiami, które podporządkowano następnie diecezji krakowskiej (od 1925 archidiecezji).. Do aresztowania we wrześniu 1939 r. proboszczem był ks. Jan Góralik, dziekan Orawy, działacz społeczny, 7 października 1928 założyciel Kasy Stefczyka (dzisiejszy Bank Spółdzielczy w Jabłonce), której celem było polepszenie który zmarł 26 października 1942 r. w obozie koncentracyjnym w Dachau.